# Кристина Обергфел
Кристина Обергфел ( ; Лар (Шварцвалд), 22. август 1981.) некадашња је немачка атлетичарка која се такмичила у бацању копља. Била је светска шампионка 2013. Њен лични рекорд од 70,20 метара је немачки рекорд и ставља је на пето место атлетичарки које су најдаље икада бациле копље.

## Каријера
На Светском првенству 2005. Обергфел је освојила сребрну медаљу са тадашњим европским рекордом (70,03 м) заузевши друго место иза Ослеидис Менендез, који је на истом такмичењу бацила нови светски рекорд.

Обергфел је завршила као 4. на Европском првенству у Гетеборгу 2006.
Са 70,20 м поправила је сопствени европски рекорд на такмичењу Супер лиге Купа Европе у Минхену 23. јуна 2007. Исте године, освојила је сребрну медаљу на Светском првенству у Осаки са хицем од 66,46 метара.
На Олимпијским играма 2008. освојила је сребрну медаљу, али је изгубила европски рекорд од Барборе Шпотакове.
На Олимпијским играма у Лондону 2012. поновила је свој највећи успех, када је освојила сребрну медаљу.
На Светском првенству 2013. које је одржано у Москви, Обергфел је освојила злато са даљином 69,05 метара. Такође 2013. године удала се за немачког бацача копља Бориса Хенрија.
Обергфел је 2014. паузирала због трудноће, али се вратила на Светском првенству 2015. где је завршила као четврта. Године 2016. освојила је осмо место на Олимпијским играма и након тога се повукла из активног бављења атлетиком.

## Међународна такмичења
| Година                 | Такмичење                           | Место                        | Позиција               | Дисциплина             | Резултат               | Белешка                |
| Представљајући Немачку | Представљајући Немачку              | Представљајући Немачку       | Представљајући Немачку | Представљајући Немачку | Представљајући Немачку | Представљајући Немачку |
| ---------------------- | ----------------------------------- | ---------------------------- | ---------------------- | ---------------------- | ---------------------- | ---------------------- |
| 2000                   | Светско првенство за јуниоре        | Сантјаго, Чиле               | 8.                     | Бацање копља           | 50.23 м                |                        |
| 2001                   | Европско првенство за млађе сениоре | Амстердам, Холандија         | 9.                     | Бацање копља           | 51.77 м                |                        |
| 2003                   | Европско првенство за млађе сениоре | Бидгошч, Пољска              | 8.                     | Бацање копља           | 54.28 м                |                        |
| 2003                   | Универзијада                        | Даегу, Јужна Кореја          | 8.                     | Бацање копља           | 53.38 м                |                        |
| 2004                   | Олимпијске игре                     | Атина, Грчка                 | 15.                    | Бацање копља           | 60.41 м                |                        |
| 2005                   | Светско првенство                   | Хелсинки, Финска             | 2.                     | Бацање копља           | 70.03 м                |                        |
| 2006                   | Европско првенство                  | Гетеборг, Шведска            | 4.                     | Бацање копља           | 61.89 м                |                        |
| 2007                   | Светско првенство                   | Осака, Јапан                 | 2.                     | Бацање копља           | 66.46 м                |                        |
| 2008                   | Олимпијске игре                     | Пекинг, Кина                 | 2.                     | Бацање копља           | 66.13 м                |                        |
| 2009                   | Светско првенство                   | Берлин, Немачка              | 5.                     | Бацање копља           | 64.34 м                |                        |
| 2010                   | Европско првенство                  | Барселона, Шпанија           | 2.                     | Бацање копља           | 65.58 м                |                        |
| 2011                   | Светско првенство                   | Даегу, Јужна Кореја          | 3.                     | Бацање копља           | 65.24 м                |                        |
| 2012                   | Европско првенство                  | Хелсинки, Финска             | 2.                     | Бацање копља           | 65.12 м                |                        |
| 2012                   | Олимпијске игре                     | Лондон, Уједињено Краљевство | 2.                     | Бацање копља           | 65.16 м                |                        |
| 2013                   | Светско првенство                   | Москва, Русија               | 1.                     | Бацање копља           | 69.05 м                |                        |
| 2015                   | Светско првенство                   | Пекинг, Кина                 | 4.                     | Бацање копља           | 64.61 м                |                        |
| 2016                   | Олимпијске игре                     | Рио де Жанеиро, Бразил       | 8.                     | Бацање копља           | 62.92 м                |                        |